# Celludan
A/S Celludan var en dansk emalje- og metalvarevirksomhed.
Virksomheden hed først Danica Celluloid- og Skiltefabrik og blev stiftet den 29. maj 1908. Fabrikken var grundlagt af H. Jerne og havde til huse i Ølandsgade 9 og Holmbladsgade på Amager. Virksomheden ændrede i 1920 navn til A/S Celludan.
Fabrikken lavede urkapsler, sæbeæsker, toiletspejle, lommespejle, modeknapper, rejsekort-etuier samt blank og dekoreret blikemballage. Celludan har fabrikeret mange kaffedåser og blandt andet også dåser for chokoladefabrikken Elvirasminde.